# نهر جاكواربي
نهر جاكواربي (Rio Jaguaribe) هو نهر موسمي في ولاية سييرا شمال شرق البرازيل. تم بناء سدين كبيرين عبر جاكواربي،  سد أوروس، اكتمل في عام 1960 و وسد كستنهاو الذي اكتمل في عام 2003. غمر سد كستنهاو مدينة جاكواريبارا، التي أعيد بناؤها بالقرب من مدينة جاكزاريبارا نوفا.
يتكون نهر جاكواربي من اتحاد نهري كارباتيراس وتريسي في بلدية تاوا،  وكلاهما نشأ في سيرا غراندي. يبلغ مجرى النهر بين تاوا ومصب نهر سالغادو حوالي 250 كيلومترًا (160 ميلًا). يتدفق نهر جاكواربي شمالًا لنحو 560 كيلومترًا ويدخل المحيط الأطلسي. جاكواربي سيئة السمعة بسبب طبيعتها غير المتوقعة ؛ تجف لمدة شهور قبل أن تنفجر فجأة ضفافها وتغمر البلدات المجاورة.
في تاوا ، جاغواريب رملي وضيق نوعًا ما ، 50-100 متر (160-330 قدمًا) في العرض.  وهكذا ، يتدفق جاكواريب شمالًا لمسافة 560 كيلومترًا ويدخل المحيط الأطلسي. تشتهر جاكواربي بطبيعتها التي لا يمكن التنبؤ بها ؛ يجف لعدة أشهر قبل أن ينفجر فجأة على ضفافه ويغرق البلدات المجاورة.